# Orthocladius fuscicauda
Orthocladius fuscicauda är en tvåvingeart som först beskrevs av Jean-Jacques Kieffer 1924.  Orthocladius fuscicauda ingår i släktet Orthocladius och familjen fjädermyggor.
Artens utbredningsområde är Tyskland. Inga underarter finns listade i Catalogue of Life.